# ロマンティストは殺される
ロマンティストは殺される（ロマンティストはころされる）はDEEP'Sの2枚目のアルバム。

## 内容
DEEP'S唯一の4人編成期のオリジナルアルバムであるため、事実上のラストアルバムでもある。歌詞は、男性の言動が主になっており、「LOVE & PEACE」は歌詞にある「×××」の部分がピー音になっている。

## 批評
CDジャーナルは「直情径行型の、単純に熱く突っ走る男気の音楽を求めている人には、いいかもしれない」と評した。

## 収録曲
1. 第三京浜
2. LOVE & PEACE
3. VIVIDに塗りつぶせ
4. SING MY REBEL
5. BODY
6. Outside truth〜夢見る不良少年〜
7. SEXY & WILD TIGER
8. ロマンティストは殺される
9. 1969
10. TOKYO SWINDLE

作詞・作曲:藍澤刹那 編曲:DEEP'S(全曲)

## ゲストコーラス
- 高砂圭司
- DAGGY MANRING